# Meta Quest 2
Meta Quest 2是一款由Meta Platforms（原Facebook）旗下的品牌Oculus推出的虚拟现实眼镜。它是Oculus Quest之后的新一代产品。Quest 2最初在2020年9月16日于Facebook Connect 7期间初次发布。
在Quest 2发布之初，64GB（现在变为128GB）型号的Oculus Quest 2价格为299美元，比最初的64GB型号的Quest 1低100美元。价格为499美元的第一代Quest的128GB型号在Quest 2则被256GB型号取代，售价为399美元。 
与其上一代产品一样，Quest 2既可以作为运行Android操作系统的设备独立运行，也可以通过USB或Wi-Fi连接到台式计算机以运行Oculus兼容的VR软件。Quest 2是对第一代Oculus Quest的更新。相较于Quest，Quest 2具有类似的设计，更轻的重量，新一代的内部硬件，更高刷新率和单眼分辨率的显示屏，以及新一代的Oculus Touch控制器。

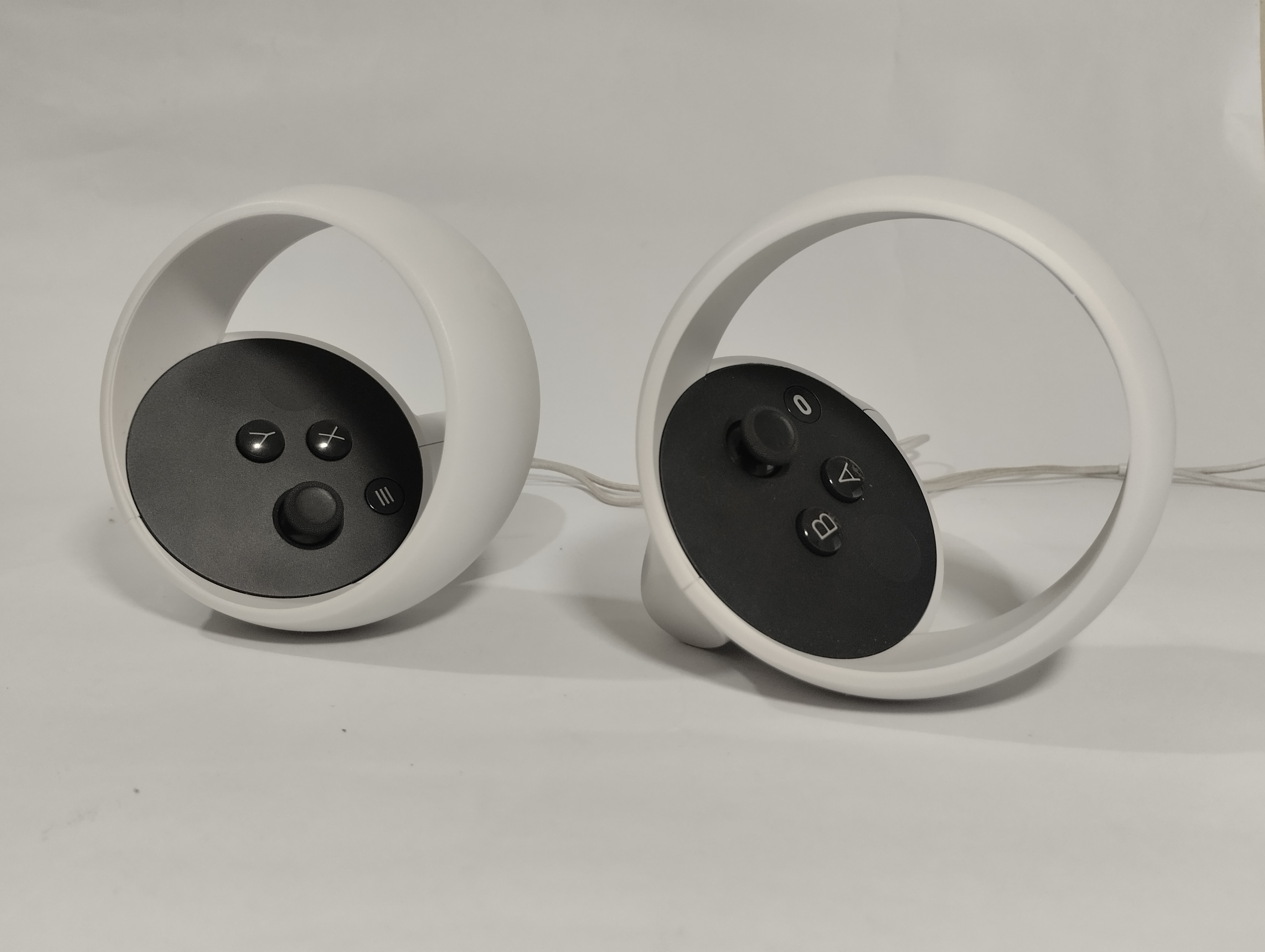
Quest2所搭配的第二代Oculus Touch控制器